# North Bethesda
North Bethesda és una concentració de població designada pel cens dels Estats Units a l'estat de Maryland. Segons el cens del 2000 tenia 38.610 habitants.

## Demografia
Segons el cens del 2000, North Bethesda tenia 38.610 habitants, 17.286 habitatges, i 9.662 famílies. La densitat de població era de 1.652,7 habitants per km².
Dels 17.286 habitatges en un 22,7% hi vivien nens de menys de 18 anys, en un 46,2% hi vivien parelles casades, en un 7,4% dones solteres, i en un 44,1% no eren unitats familiars. En el 36,5% dels habitatges hi vivien persones soles l'11,6% de les quals corresponia a persones de 65 anys o més que vivien soles. El nombre mitjà de persones vivint en cada habitatge era de 2,17 i el nombre mitjà de persones que vivien en cada família era de 2,85.
Per edats la població es repartia de la següent manera: un 17,9% tenia menys de 18 anys, un 6,1% entre 18 i 24, un 34% entre 25 i 44, un 24,2% de 45 a 60 i un 17,8% 65 anys o més.
L'edat mediana era de 40 anys. Per cada 100 dones de 18 o més anys hi havia 83,9 homes.
La renda mediana per habitatge era de 72.614 $ i la renda mediana per família de 89.167 $. Els homes tenien una renda mediana de 61.893 $ mentre que les dones 47.621 $. La renda per capita de la població era de 44.316 $. Entorn del 3,5% de les famílies i el 5,6% de la població estaven per davall del llindar de pobresa.

## Poblacions més properes
El següent diagrama mostra les poblacions més properes.